# Leone-Gruppe
Die Leone-Gruppe ist eine Gebirgsgruppe im östlichen Teil der Westalpen; sie liegt im Grenzbereich zwischen den Schweizer Kantonen Wallis und Tessin sowie der italienischen Provinz Verbano-Cusio-Ossola der Region Piemont. Ihr höchster Berg ist der Monte Leone, über dessen Gipfel die Staatsgrenze verläuft.

## Lage und Fläche
Das Gebiet wird (im Uhrzeigersinn ab Nord) umgrenzt von Ägene (auch Ägina, linker Zufluss zur Rhone), Nufenenpass, Tessin, San Giacomo, Toce, Diveria, Chrummbach, Simplonpass, Taferna, Saltina sowie Rotten (Oberlauf der Rhône) und bedeckt eine Fläche von 748 km2.

## Gruppen und Gipfel
Die Leone-Gruppe wird hier als selbständig beschrieben, obwohl sie eigentlich eine Untergruppe der Walliser Alpen ist, die den Namen Monte-Leone-Blinnenhorn-Gruppe trägt. Die beiden darin genannten Gipfel bezeichnen die auf dem durchgehenden Grenzkamm liegenden:
- im Südwesten der Monte Leone 3553 m ü. M. und
- im Nordosten das Blinnenhorn 3374 m ü. M.,
- dazwischen das Ofenhorn 3235 m ü. M.

Leicht nördlich abgesetzt – und damit gänzlich in der Schweiz – liegen die Gipfel:
- des Helsenhorns 3272 m ü. M. und
- des Hillehorns 3181 m ü. M.

In den Alpeneinteilungen nach SOIUSA und Schweizer Alpen-Club (SAC) geht die Leone-Gruppe in den Monte-Leone-Sankt-Gotthard-Alpen auf, die wiederum Teile der Gotthard-Gruppe enthält.

## Täler und Orte
Südwestlich des Blinnenhorns liegt das Binntal und in ihm der einzige Ort Binn. Die anderen Orte gruppieren sich außen herum: Formazza, Baceno, Crodo, Gondo, Simplon, Brig, Fiesch, und Ulrichen. Am Südzipfel bei Crevodossola im Eschental befindet sich der niedrigste Punkt auf 288 m ü. M., womit sich eine Differenz zum höchsten von 3265 m ergibt.

## Bilder und Weblinks
- Deine Berge: Leone-Gruppe – Bergsteiger- & Wander-Portal
- Leone-Gruppe bei outdooractive

## Nachweise
1. ↑  Bergalbum nach Johannes Führer in Bergwelt 1980, S. 38 ff.
2. ↑  Ernst Höhne: Knaurs Lexikon für Bergfreunde / Die Alpen zwischen Matterhorn und Bodensee. Droemer Knaur, München 1987, ISBN 3-426-26223-1, S. 124 f.